# Botho von Salpius
Botho Ludwig Wilhelm von Salpius (* 31. Juli 1823 in Berlin; † 1. Juni 1874 in Celle) war ein deutscher Jurist und Oberappellationsrat in Celle. Die Familie wurde 1835 in den Adelstand erhoben und erhielt 1855 die Erlaubnis, genannt von Oldenburg im Namen anzufügen.

## Leben

### Herkunft
Botho war der Sohn des preußischen Generalmajors Wilhelm von Salpius (1785–1866) und dessen Ehefrau Karoline Marianna Ulrike Kasimira, geborene von Oldenburg (1805–1891).

### Karriere
Salpius besuchte das Friedrich-Wilhelms-Gymnasium in Berlin und machte dort Ostern 1839 seinen Abschluss. Er wollte sich den Naturwissenschaften widmen, studierte aber auf Wunsch seines Vaters die Rechte. Daraufhin schrieb er sich an der Universität Berlin ein, wo er die Gelegenheit nutzte, sich nicht nur mit der Jurisprudenz, sondern auch mit der Kameralistik und den Naturwissenschaften bekannt zu machen. Friedrich Carl von Savigny konnte ihn überzeugen, bei der Jurisprudenz zu bleiben. Ostern 1841 wechselte er an die Universität Bonn, wo Salpius bei Bethmann-Hollweg lernte, der auf Empfehlung von Savigny Professor in Bonn geworden war. Salpius kehrte nach einem Jahr nach Berlin zurück, wo er im April 1843 seine Abschlussprüfung bestand.
Er kam zum Stadtgericht in Berlin, wurde 1845 als Referendar an das Oberlandesgericht nach Marienwerder versetzt, von wo er auch an die Stadt- und Landgerichte von Danzig und Kulm kam. Im Herbst 1848 bestand er die große Staatsprüfung und kam als Assessor zum Kammergericht in Berlin. 1849 erhielt Salpius seine erste Richterstelle und wurde Kreisrichter in Oppeln. 1851 wurde er als Forstassessor an die Regierung in Frankfurt (Oder) versetzt, was ihm aber nicht lag. Er wollte lieber als Richter arbeiten und kam daher im Juli 1853 an das Kreisgericht in Stralsund. Dort traf er einige wissenschaftlich interessierte Kollegen und so begann er ein Buch zu schreiben.
Mit seinem Buch Novation und Delegation nach Römischem Recht leitete er die Entwicklung der römischen Delegationslehre ein. Von der Universität Greifswald wurde er dafür zum Doctor Juris ernannt. Er bekam zahlreiche Angebote für Professuren und auch andere Richterstellen, blieb aber lieber in Stralsund. Als im Jahr 1866 Hannover von Preußen annektiert und die dortigen Gerichte neu besetzt wurden, man bot Salpius eine Stelle am höchsten Gericht an. So kam er 1867 als Ober-Appellationsrat nach Celle. Er schrieb Gutachten und beschäftigte sich weiter wissenschaftlich mit dem Recht und hatte so großen Einfluss, bis er am 1. Juni 1874 überraschend an einem Herzschlag starb.

### Familie
Salpius heiratete 10. Mai 1858 Mathilde von Schachtmeyer (1833–1897), eine Tochter des Generalmajors Johann Heinrich von Schachtmeyer. Aus der Ehe gingen mehrere Töchter hervor:
- Amalie Wilhelmine Mathilde (1859–1879)
- Mathilde Emma Ulrike (* 1862)
- Julie Matha Wilhelmine (1866–1910)
- Elisabeth Adelheid Frederike Lina (* 1869)

## Schriften
- Novation und Delegation nach römischen Recht. 1864, Digitalisat